# Cirrhitus

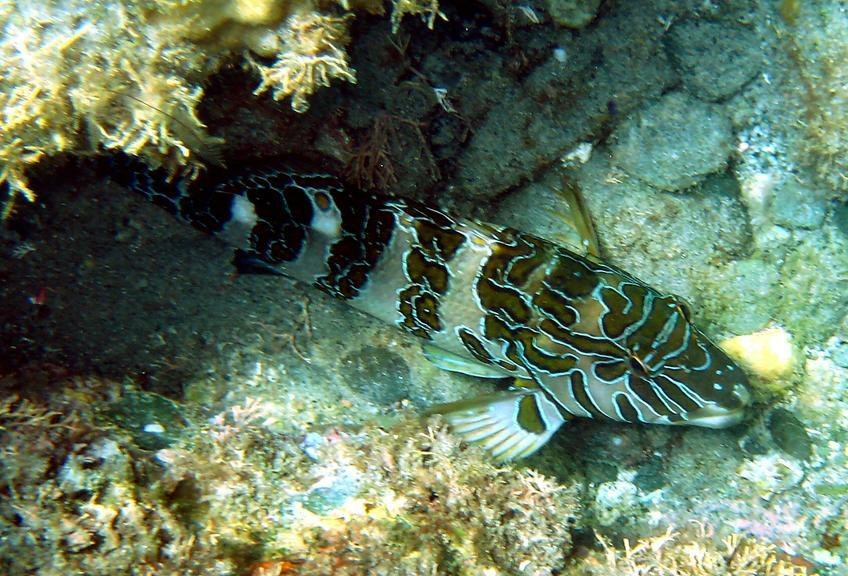
Cirrhitus rivulatus

Cirrhitus és un gènere de peixos pertanyent a la família dels cirrítids.

## Descripció
- Cos gens comprimit.
- Cap gros i rom.
- Dents als costats del sostre de la boca.
- Marge superior del preopercle finament serrat o llis.
- Espines sense osques profundes entre elles.
- 12 files irregulars d'escates petites a les galtes.
- 2 espines al marge de l'opercle.
- Aleta dorsal amb 11-12 radis tous.
- Escates llises.

## Taxonomia
- Cirrhitus albopunctatus (Schultz, 1950)[4]
- Cirrhitus atlanticus (Osório, 1893)[5]
- Cirrhitus pinnulatus (Forster, 1801)[6]
- Cirrhitus rivulatus (Valenciennes, 1846)[7][8][9][10][11][12][13]